# ماثيو وليامز
ماثيو وليامز (بالإنجليزية: Matthew Williams)‏ (5 نوفمبر 1982 المملكة المتحدة - ) هو لاعب كرة قدم بريطاني يلعب كمهاجم.

## روابط خارجية
- ماثيو وليامز على موقع الاتحاد الأوربي (الإنجليزية)
- ماثيو وليامز على موقع قاعدة بيانات كرة القدم.إي يو (الإنجليزية)
- ماثيو وليامز على موقع Soccerbase.com (لاعب) (الإنجليزية)
- ماثيو وليامز على موقع Soccerway.com (الإنجليزية)